# الأندلس (الأحساء)
25°23′53″N 49°36′01″E / 25.3979472°N 49.6003396°E

الأندلس؛ حي في المبرز في المنطقة الشرقية في المملكة العربية السعودية مساحته 25 الف م2.

## الموقع
يقع حي الأندلس في مدينة المبرز بمحافظة الأحساء غرب طريق الملك عبد الله وشمال طريق الملك فهد.

## النقل
ويحده من الناحية الشمالية حي الشعبة، ومن الناحية الجنوبية حي الفيصلية، كما يقع طريق الأمير سلطان على مقربة من الحدود الجنوبية له.

## المرافق
جامع الرسول الأعظم، جامع الإمام الحسن عليه السلام، وجامع الإمام الرضا، ومسجد الشواف (النبى محمد صلى الله عليه وسلم)، ومسجد العامر، وجامع الإمام الحسن عليه السلام، وممشى الأندلس، مدرسة ثانوية المبرز، مدرسة الإمام البخاري الابتدائية، مدرسة ثانوية طارق بن زياد، مدرسة خالد بن الوليد المتوسطة، مدرسة متوسطة الأندلس، ومدرسة الرضوية، وصراف بنك الجزيرة، وبنك الرياض.